# Гаглоева, Зинаида Давыдовна
Зинаи́да Давы́довна Гагло́ева (осет. Гаглойты Дауыты чызг Зинӕ; 1922—2009) — советский и юго-осетинский историк, доктор исторических наук (1975), профессор Юго-Осетинского научно-исследовательского института. Автор фундаментальных трудов по этнографии осетин. Первая женщина-осетинка, получившая учёную степень доктора исторических наук.

## Биография
Родилась 27 ноября (по другим данным 28 ноября) 1922 года в селе Чвареби Горийского района, однако уже в 1924 году семья перебралась в Цхинвал Юго-Осетинской автономной области.
В 1940 году окончила цхинвальскую среднюю школу № 2, после чего поступила в Тбилисский государственный университет на филологический факультет. В 1942 году трудности военного времени заставили Зинаиду перевестись в Сталинирский государственный педагогический институт на аналогичный факультет.
В 1943—1945 годах во время учёбы в институте работала лаборанткой на кафедре марксизма-ленинизма того же вуза. В январе 1946 года поступила в аспирантуру Института истории, археологии и этнографии им. И. А. Джавахишвили АН ГССР по специальности этнография. Окончив аспирантуру, устроилась на работу научным сотрудником Юго-Осетинского государственного музея.
В 1952—2009 годах работала в Юго-Осетинском научно-исследовательском институте АН ГССР, в последние годы занимала должность заведующей отделом археологии и этнографии.
В 1953 году стала кандидатом исторических наук, а в 1975 году защитила диссертацию «Общественный быт осетин в XIX веке: патронимия» на степень доктора исторических наук.

## Научная деятельность
В область научных интересов входили хозяйство и материальная культура осетин, а также их религиозные представления. Кроме того, занималась изучением происхождения осетинских фамилий. В 2005 году издала свою самую значимую работу монографию об осетинских фамилиях «Ирон мыггӕгтӕ».
В 2017 году, через 9 лет после её смерти, снова вышла книга З. Гаглоевой «Ирон мыггӕгтӕ» («Осетинские фамилии»). В выходных данных издания значится, что это второе, дополненное издание труда.
Она первая женщина — доктор наук в Осетии, участница восьми международных симпозиумов, историк, этнограф, профессор. Активно совмещала научную работу с общественной. За огромный личный вклад в развитие науки была награждена многочисленными наградами, ей было присвоено звание заслуженный деятель науки РЮО, кавалер Ордена Почёта.
На её работы ссылаются многие историки и этнографы и её помнят известные политические деятели.